# Xã East Orange, Quận Sioux, Iowa
Xã East Orange (tiếng Anh: East Orange Township) là một xã thuộc quận Sioux, tiểu bang Iowa, Hoa Kỳ. Năm 2010, dân số của xã này là 531 người.